# Zvijezda (Vareš, BiH)
Zvijezda je naseljeno mjesto u općini Vareš, Federacija Bosne i Hercegovine, BiH.

## Stanovništvo

### 1991.
Nacionalni sastav stanovništva 1991. godine, bio je sljedeći:
ukupno: 118
- Hrvati - 37
- Muslimani - 4
- Srbi - 7
- Jugoslaveni - 50
- ostali, neopredijeljeni i nepoznato - 20

### 2013.
Nacionalni sastav stanovništva 2013. godine, bio je sljedeći:
ukupno: 23
- Hrvati - 18
- Srbi - 1
- ostali, neopredijeljeni i nepoznato - 4